# Ángel Marrero
Ángel Marrero († Madrid, 26 de març de 1986) va ser un periodista espanyol.

## Biografia
Procedent del món de la ràdio, Ángel Fernández Marrero va ser un dels periodistes pioners de la informació televisiva a Espanya. Present després de la cambra de la pantalla petita des de l'inici de les emissions del nou mitjà al país, va ser, el 1957, el primer director del Telediario, el noticiari televisat degà a Espanya.
Durant anys la seva labor va estar vinculada al Departament d'informatius de Televisió espanyola, del que en fou nomenat director el 1964, després de l'arribada al Ministeri d'Informació i Turisme de Manuel Fraga.
Va ser l'impulsor del programa En portada, un altre clàssic del mig, en el qual es presentaven reportatges d'actualitat rodats arreu del planeta, i que va dirigir fins a pocs mesos abans de la seva mort.
Va morir a causa d'un càncer de pulmó.

## Premis
- Premis Ondas 1958[5]
- Premi Nacional de Televisió 1961.
- Antena de Oro (1962).